# 大秋町
大秋町（おおあきちょう）は、愛知県名古屋市中村区の地名。現行行政地名は大秋町1丁目から大秋町4丁目。住居表示未実施。

## 地理
名古屋市中村区中央部に位置する。南は日吉町、北は鳥居通に接する。

## 歴史

### 町名の由来
江戸期の愛知郡大秋村の名による。南北朝期から室町期の史料に「愛智郡大脇郷」「尾州愛知郡大脇郷中島」などとあり、「大脇（おおわき）」が転じて「大秋」になったと推定されている。

### 行政区画の変遷
- 1940年（昭和15年）5月1日 - 以下の通り、中村区則武町の一部により、同区大秋町として成立[1]。
  - 大秋町2丁目が、則武町字西廻上・字中廻の各一部により成立[1]。
  - 大秋町3丁目が、則武町字中廻の一部により成立[1]。
  - 大秋町4丁目が、則武町字中廻・字西廻上・字八幡の一部により成立[1]。
- 1940年（昭和15年）5月18日 - 以下の通り異同が実施された[4]。
  - 大秋町1丁目が、則武町字北浦・字十王・字中廻・字捨杁・字大秋浦の各一部により成立[4]。
  - 大秋町2丁目に、則武町字北土井・字捨杁・字北浦・字八幡・字中廻・字西廻上の各一部が編入される[4]。
  - 大秋町3丁目に、則武町字八幡・字中廻・字西廻上および日比津町字上ノ宮の各一部が編入される[4]。
  - 大秋町4丁目に、日比津町字上ノ宮・字道下および則武町字八幡・字中廻・字西廻・字前田面・字西廻上の各一部が編入される[4]。

## 世帯数と人口
2020年（令和2年）3月1日現在の世帯数と人口は以下の通りである。
| 町丁   | 世帯数    | 人口    |
| ------ | --------- | ------- |
| 大秋町 | 1,219世帯 | 2,020人 |

### 人口の変遷
国勢調査による人口の推移
| 1950年（昭和25年） | 2,964人 | [ 5 ]     |  |
| 1955年（昭和30年） | 3,634人 | [ 5 ]     |  |
| 1960年（昭和35年） | 4,229人 | [ 6 ]     |  |
| 1965年（昭和40年） | 4,133人 | [ 6 ]     |  |
| 1970年（昭和45年） | 3,772人 | [ 7 ]     |  |
| 1975年（昭和50年） | 3,227人 | [ 7 ]     |  |
| 1980年（昭和55年） | 2,735人 | [ 8 ]     |  |
| 1985年（昭和60年） | 2,554人 | [ 8 ]     |  |
| 1990年（平成2年）  | 2,194人 | [ 9 ]     |  |
| 1995年（平成7年）  | 2,141人 | [ 10 ]    |  |
| 2000年（平成12年） | 2,035人 | [ WEB 6 ] |  |
| 2005年（平成17年） | 2,097人 | [ WEB 7 ] |  |
| 2010年（平成22年） | 2,239人 | [ WEB 8 ] |  |
| 2015年（平成27年） | 2,031人 | [ WEB 9 ] |  |

## 学区
市立小・中学校に通う場合、学校等は以下の通りとなる。また、公立高等学校に通う場合の学区は以下の通りとなる。
| 番・番地等 | 小学校                 | 中学校               | 高等学校 |
| ---------- | ---------------------- | -------------------- | -------- |
| 全域       | 名古屋市立ほのか小学校 | 名古屋市立笈瀬中学校 | 尾張学区 |

## 交通
- 清正公通（名古屋市道中村宿跡町第1号線）[2]

## 施設
- 大秋公園[2]
- 曹洞宗慈済寺[2]
- 西福寺[2]
- 八幡社[2]
- カーネル・ソフト・エンジニアリング本社
- カーネルコンセプト本社
- 進学塾・柴野学院

- カーネルセンター

## その他

### 日本郵便
- 郵便番号 : 453-0042[WEB 3]（集配局：中村郵便局[WEB 12]）。

### WEB
1. 1 2  “愛知県名古屋市中村区の町丁・字一覧”.   人口統計ラボ. 2020年4月13日閲覧。
2. 1 2  “町・丁目(大字)別、年齢(10歳階級)別公簿人口(全市・区別)”.   名古屋市 (2020年3月23日). 2020年4月13日閲覧。
3. 1 2  “郵便番号”.  日本郵便. 2019年2月10日閲覧。
4. ↑  “市外局番の一覧”.   総務省. 2019年1月6日閲覧。
5. ↑  名古屋市役所市民経済局地域振興部住民課町名表示係 (2015年10月21日). “中村区の町名一覧”.   名古屋市. 2016年1月29日閲覧。
6. ↑  名古屋市役所総務局企画部統計課統計係 (2005年7月1日). “（刊行物）名古屋の町(大字)・丁目別人口 (平成12年国勢調査) (5)中村区(第1表から第3表)” (xls). 2015年10月16日閲覧。
7. ↑  名古屋市役所総務局企画部統計課統計係 (2007年6月27日). “（刊行物）名古屋の町(大字)・丁目別人口 (平成17年国勢調査) (5)中村区(第1表から第3表）” (xls). 2015年10月15日閲覧。
8. ↑  名古屋市役所総務局企画部統計課統計係 (2012年4月22日). “（刊行物）名古屋の町(大字)・丁目別人口 (平成22年国勢調査) (5)中村区(第1表から第3表）” (xls). 2015年10月15日閲覧。
9. ↑  名古屋市役所総務局企画部統計課統計係 (2016年3月31日). “（刊行物）名古屋の町(大字)・丁目別人口 (平成27年国勢調査) (5)中村区(第1表から第3表）” (xls). 2016年7月28日閲覧。
10. ↑  “市立小・中学校の通学区域一覧”.   名古屋市 (2019年9月1日). 2020年4月13日閲覧。
11. ↑  “平成29年度以降の愛知県公立高等学校（全日制課程）入学者選抜における通学区域並びに群及びグループ分け案について”.   愛知県教育委員会 (2015年2月16日). 2019年1月14日閲覧。
12. ↑  郵便番号簿 平成29年度版 - 日本郵便. 2020年04月14日閲覧 (PDF)

### 書籍
1. 1 2 3 4 5  中村区制施行50周年記念事業実行委員会記念誌編集委員会 1987, p. 436.
2. 1 2 3 4 5 6 7  「角川日本地名大辞典」編纂委員会 1989, p. 1497.

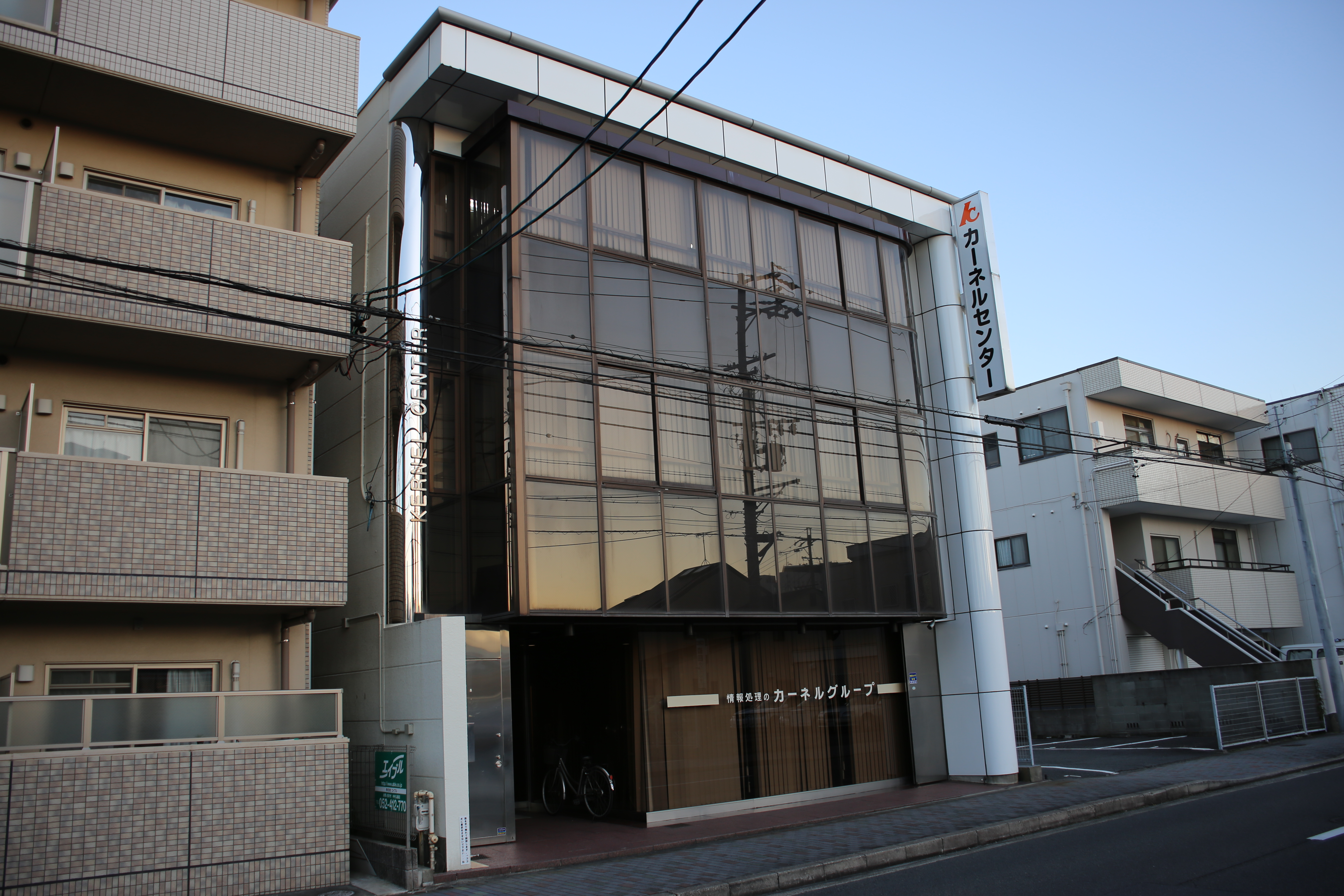
カーネルセンター

3. ↑  名古屋市計画局 1992, p. 252.
4. 1 2 3 4 5  中村区制施行50周年記念事業実行委員会記念誌編集委員会 1987, p. 437.
5. 1 2  名古屋市総務局企画室統計課 1957, p. 78.
6. 1 2  名古屋市総務局企画部統計課 1967, p. 72.
7. 1 2  名古屋市総務局統計課 1977, p. 47.
8. 1 2  名古屋市総務局統計課 1986, p. 46.
9. ↑  名古屋市総務局企画部統計課 1991, p. 26.
10. ↑  名古屋市総務局企画部統計課 1996, p. 71.

### 統計資料
- 名古屋市総務局企画室統計課 編『昭和31年版 名古屋市統計年鑑』名古屋市、1957年。
- 名古屋市総務局企画部統計課 編『昭和41年版 名古屋市統計年鑑』名古屋市、1967年。
- 名古屋市総務局統計課 編『昭和51年版 名古屋市統計年鑑』名古屋市、1977年。
- 名古屋市総務局統計課 編『昭和60年国勢調査 名古屋の町・丁目別人口（昭和60年10月1日現在）』名古屋市役所、1986年。
- 名古屋市総務局企画部統計課 編『平成2年国勢調査 名古屋の町（大字）別・年齢別人口（平成2年10月1日現在）』名古屋市役所、1994年。
- 名古屋市総務局企画部統計課 編『平成7年国勢調査 名古屋の町（大字）・丁目別人口（平成7年10月1日現在）』名古屋市役所、1996年。